# Charles Lynch

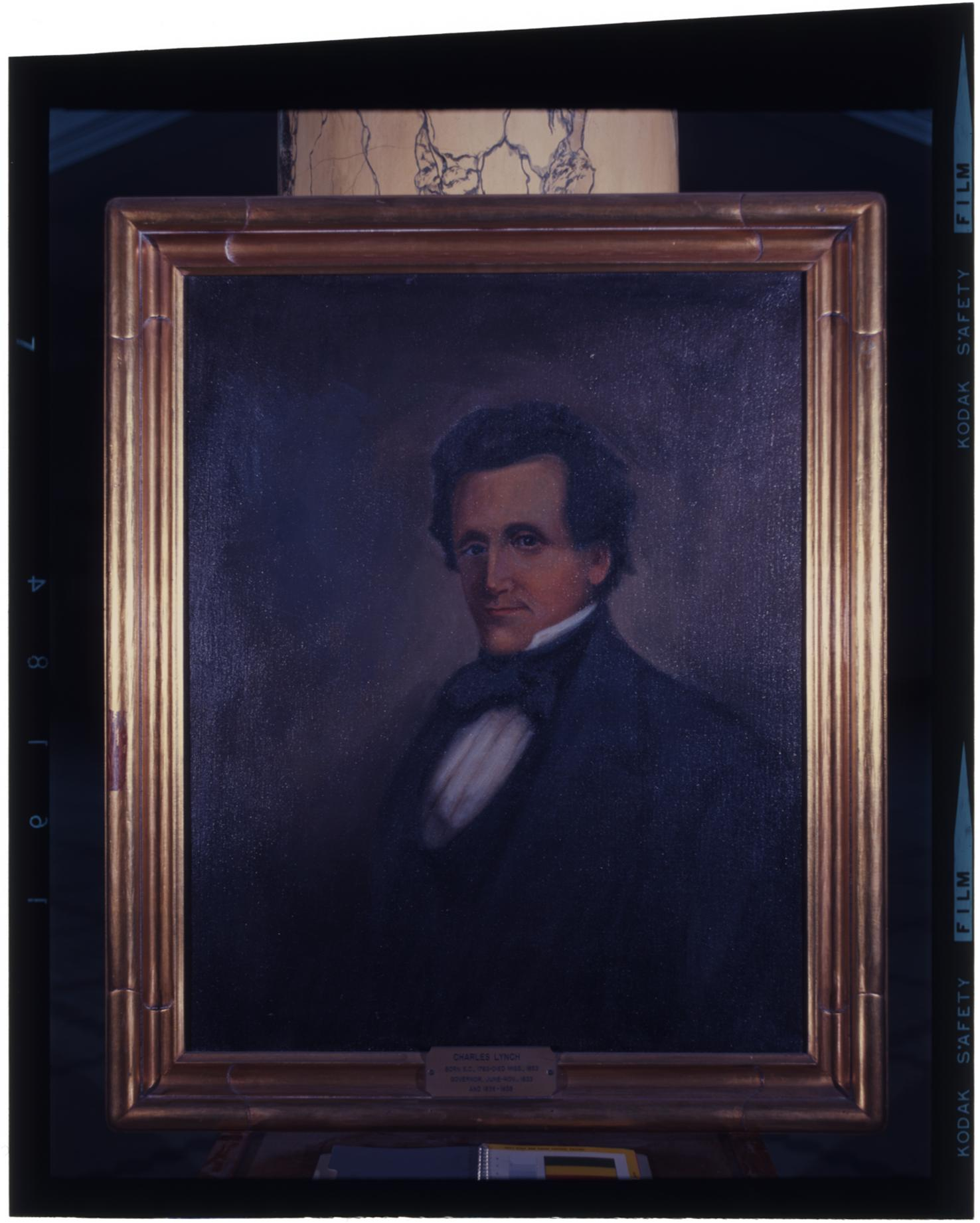
Pintura de Charles Lynch

Charles Lynch (1736 - 29 de octubre de 1796) fue un plantador de Virginia y revolucionario estadounidense que encabezó un tribunal irregular en Virginia para castigar a los lealistas durante la Guerra de Independencia de los Estados Unidos. Su nombre dio origen al término "linchamiento".
Lynch nació en Virginia, hijo de cuáqueros emigrantes de Irlanda. La ciudad de Lynchburg, Virginia, recibió ese nombre por uno de los miembros de su familia, probablemente su hermano John. Su esposa Anne Terell era cuáquera de nacimiento y sus cinco hijos fueron criados como tales. Lynch sirvió en la Casa de los Burgueses, Virginia, desde 1769 hasta 1778, cuando se convirtió en Coronel de milicia. Después de la Revolución, desempeñó sus servicios en el Senado de Virginia desde 1784 hasta 1789.
Tras varios incidentes ocurridos en 1780, un grupo de jueces y oficiales de la milicia, entre los que se encontraba Lynch, descubrió a un grupo de personas a quienes acusaron de ser los causantes de una sublevación de lealistas en el sudoeste de Virginia. Los sospechosos fueron llevados ante un jurado que los absolvió de todos los cargos. Debido a esto, Lynch ordenó la ejecución de todos los miembros de estas bandas, motivo por el cual hoy en día es recordado.